# Guerau Gener

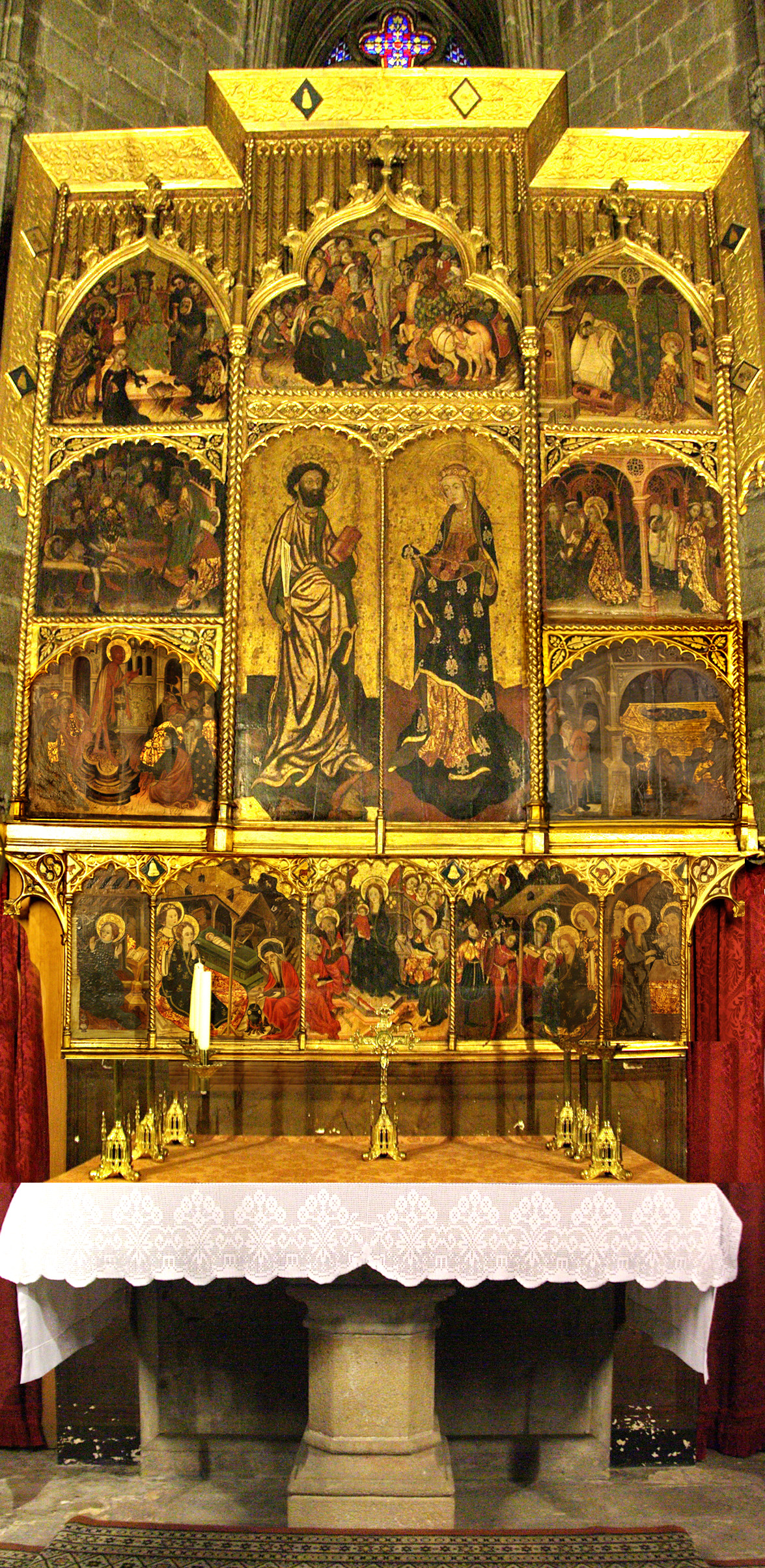
Retaule de Santa Isabel i Sant Bartomeu a la catedral de Barcelona

Guerau Gener (Barcelona ~1369 — Barcelona, ~1408/11) Pintor gòtic català representant de les primeres tendències del gòtic internacional a Catalunya, tot i que amb una forta influència germànica i italiana.

## Biografia
Fill d'un mercader del mateix nom es considera que es formà com a pintor a València i que esdevingué col·laborador autoritzat de Marçal de Sax com de Gonçal Peris.
Va tenir un primer contacte amb Lluís Borrassà l'any 1391. La primera obra documentada és a Barcelona i realitzada l'any 1401 del retaule de Sant Bartomeu i Santa Isabel per a la catedral.
Cap a 1407 se li van encarregar gairebé simultàniament els retaules per a la catedral de Monreale (Sicília) i el retaule major del monestir de Santes Creus.
El retaule de la catedral de Monreale (Sicília) fou encarregat el 4 de març de 1407 pel noble Pere de Queralt i devia mesurar 4,6 x 5 metres aproximadament. Va ser realitzat entre 1407 i 1409.
El retaule de Santes Creus es va realitzar entre 1407 - 1410 i va ser iniciat per Pere Serra i finalitzat per Lluís Borrassà, sent Guerau Gener el màxim responsable de la majoria de les escenes.
La seva mort es va produir al voltant de l'any 1410.

## Obra
- Retaule gòtic del Monestir de Santes Creus, iniciat el 1403 per Pere Serra, continuat per Guerau Gener i acabat per Lluís Borrassà; avui tres taules corresponents a un mateix carrer són al Museu Nacional d'Art de Catalunya i la resta a la catedral de Tarragona.

- Retaule de Santa Isabel i Sant Bartomeu (1401), a la Catedral de Barcelona.

- Santo Domingo de Guzmán, tremp sobre taula, 155 x 87 cm, 1405-1407, en col·laboració amb Gonçal Peris, al Museo del Prado.[4]
- Sant Joan Baptista, 46x56.7 cm Tèmpera i or sobre tauler de pi.1368? Col·lecció Karolina Lanckorocka, Palau Reial de Wawel, Cracòvia http://3d.wawel.krakow.pl/